# 7920
7920(칠천구백이십)은 7919보다 크고 7921보다 작은 자연수다.

## 수학
- 합성수로, 그 약수는 총 60개다.[a]
  - 7920의 진약수의 합은 21096이므로, 7920은 과잉수다.
- 하샤드 수다.
- {\displaystyle 7920=88\times 90}
  - 연속하는 두 짝수의 곱으로 나타낼 수 있으며, 이 성질을 지닌 앞의 수는 7568, 다음 수는 8280이다.
- {\displaystyle 7920=18\times 20\times 22}
  - 연속하는 세 짝수의 곱으로 나타낼 수 있으며, 이 성질을 지닌 앞의 수는 5760, 다음 수는 10560이다.
- {\displaystyle 7920=8\times 9\times 10\times 11}
  - 연속하는 네 자연수의 곱으로 나타낼 수 있으며, 이 성질을 지닌 앞의 수는 5040, 다음 수는 11880이다.

## 과학·기술
- 델 프리시전 7920(Dell Precision 7920): 2017년 출시된 델의 워크스테이션 시스템 ‘프리시전(영어판)’의 한 제품.[1]
- 존 디어 7920(John Deere 7920): 디어 앤 컴파니의 트랙터.

## 같이 보기
- 7000

### 내용주
1. ↑  1, 2, 3, 4, 5, 6, 8, 9, 10, 11, 12, 15, 16, 18, 20, 22, 24, 30, 33, 36, 40, 44, 45, 48, 55, 60, 66, 72, 80, 88, 90, 99, 110, 120, 132, 144, 165, 176, 180, 198, 220, 240, 264, 330, 360, 396, 440, 495, 528, 660, 720, 792, 880, 990, 1320, 1584, 1980, 2640, 3960, 7920

### 참조주
1. ↑  “Dell Precision 7920 Spec Sheet” (PDF). 《i.dell.com》. Dell.